# Alastor carinulatus
Alastor carinulatus är en stekelart som beskrevs av Gusenleitner 2006. Alastor carinulatus ingår i släktet Alastor och familjen Eumenidae. Inga underarter finns listade i Catalogue of Life.